# Institut Bohuslava Martinů
Institut Bohuslava Martinů je obecně prospěšná společnost, která se zabývá vědeckou a popularizační činností vztahující se k dílu a osobnosti Bohuslava Martinů. Institut byl založen v roce 1995 původně jako Studijní centrum Bohuslava Martinů, které bylo součástí Nadace Bohuslava Martinů až do roku 2005. Jeho zakládajícím ředitelem je Aleš Březina.

## Historie
Nápad na založení Institutu Bohuslava Martinů vzešel od tehdejšího prezidenta správní rady Nadace Bohuslava Martinů PhDr. Viktora Kalabise s cílem poskytovat informační servis pro zájemce o život a dílo Bohuslava Martinů. Jeho ředitelem se od začátku stal Mgr. Aleš Březina, který do té doby působil na basilejské univerzitě a v Nadaci Paula Sachera. V roce 1999 byla schválena správní radou Nadace Bohuslava Martinů změna jména na Institut Bohuslava Martinů. Ten se pak od 1. ledna 2006 osamostatnil a stal se obecně prospěšnou společností. Od roku 2008 sídlí na Bořanovické 14 v Praze Kobylisích v budově Nadace Bohuslava Martinů.

## Činnost
- zpřístupňování a zprostředkování kulturních hodnot v oblasti hudební kultury, zejména informací o životě a díle Bohuslava Martinů
- podpora aktivit směřujících k propagaci a šíření díla Bohuslava Martinů co nejširšímu spektru posluchačů
- dokumentační činnost týkající se života a díla Bohuslava Martinů
- muzikologický výzkum života a díla Bohuslava Martinů
- vzdělávání v oblasti působnosti společnosti[5]

### Hlavní aktivity
Institut Bohuslava Martinů publikuje od roku 2007 z pověření Nadace Bohuslava Martinů v nakladatelství Bärenreiter Souborné kritické vydání díla Bohuslava Martinů, jehož cílem je vydání skladeb Martinů na základě studia všech dostupných pramenů. Výstupem z tohoto projektu jsou zatím tyto vydané svazky: Epos o Gilgamešovi, Symfonie č. 4, Komorní hudba pro 6 - 9 I (Les Rondes, H 200, Serenáda č. 1, H 217, Serenáda č. 3, H 218, Stowe Pastorals, H 335 a Nonet č. 2, H 374), Kantáty z Vysočiny (Otvírání studánek, H 354, Legenda z dýmu bramborové nati, H 360,
Romance z pampelišek, H 364 a Mikeš z hor, H 375), Smyčcové kvartety II (Smyčcový kvartet č. 4, H 256, Smyčcový kvartet č. 5, H 268, Smyčcový kvartet č. 6, H 312 a Smyčcový kvartet č. 7, H 314) a Koncert pro smyčcové kvarteto a orchestr, H 207 a Sinfonia Concertante č. 2, H 322.
Mezi další aktivity patří vydávání publikační řady Martinů-Studien v nakladatelství Peter Lang, dramaturgická spolupráce s řadou interpretů, orchestrů a operních domů v Čechách i v zahraničí. Institut také spravuje knihovnu Nadace Bohuslava Martinů, ve které se nachází největší archiv tištěných partitur Martinů, kopií autografů, nahrávky na CD i gramofonových deskách, monografie, korespondence, odborné časopisecké a sborníkové studie a články a další prameny. Institut také tyto prameny dlouhodobě digitalizuje.

## Orgány

### Ředitel
- Mgr. Aleš Březina

### Správní rada
- předseda správní rady: Lucie Klein
- člen správní rady: Petra Musilová
- člen správní rady: Zuzana Petrášková

### Dozorčí rada
- předseda dozorčí rady: Irena Ryantová
- člen dozorčí rady: Eva Pešková
- člen dozorčí rady: Markéta Würtherlová